# Pietro Tempestini
Pietro Tempestini (Roma, 24 ottobre 1843 – Montecatini Terme, 22 aprile 1917) è stato un fotografo italiano.
Tempestini appartiene alla generazione di fotografi che hanno contribuito all'evoluzione e alla conseguente divulgazione della tecnica fotografica nella seconda metà dell’Ottocento. Dinamico, di certo intraprendente, organizzato professionalmente conduce una vita forgiata dall’impegno quotidiano e dà un carattere moderno e imprenditoriale all’attività, investendo contemporaneamente in più luoghi.

## Biografia
Pietro nasce a Roma il 24 ottobre 1843, figlio del lucchese Giacomo, usciere di pretura trasferitosi da Pontedera a Roma con la moglie Maria Santamaria, manterrà vivo il legame con la terra toscana, rinsaldandolo lungo il corso della vita in un incrocio di legami familiari e di lavoro. Formatosi alla “Scuola di Pittori e Fotografi”, ispirata dall’antica Scuola Vedutistica, che inciderà molto sua futura professione.
Nella Città Eterna Pietro lavora presso lo studio con giardino “Fotografia Romana” in Piazza Molara 55, a volte denominato “Fotografia Istantanea” riferendosi alla specializzazione che prevedeva emulsioni veloci con tempi di posa sempre più rapidi. Dopo l’esperienza romana, grazie anche all’appoggio della moglie Assunta Falorni, che sposerà nel 1882 ed appartenente ad una famiglia benestante di Pontedera avvia, infatti, nel giro di pochi anni numerosi studi, distribuiti nell’alta Toscana e Liguria dove opererà per 30 anni a cavallo tra i due secoli, nelle sedi di Pisa, Livorno, Pistoia, Viareggio, Montecatini Terme e La Spezia.
Nel periodo estivo a cavallo tra Ottocento e Novecento stabilirà il suo studio alla Locanda Maggiore
presso i Bagni di Montecatini, finché a coronamento della sua fortunata e intensa carriera allestirà il laboratorio al piano terra del villino, acquistato nel 1910 all’interno delle Terme. 
Qui ha l’agio di fotografare numerose celebrità e ripetutamente Giuseppe Verdi da solo o in compagnia di cantanti lirici come Leopoldo Mugnone, Teresa Stolz, Giuseppina Pasqua, dell’editore Giulio Ricordi e del compositore Arrigo Boito. Famoso lo scatto del 1899 che lo ritrae con il tenore Francesco Tamagno.
La familiarità presso di lui è tale che riesce a ottenere «la privativa dell’ultima fotografia del Maestro con la possibilità di divulgarne la copia». 
Nel frattempo a Tempestini non era sfuggito che La Spezia, già principale piazzaforte del Regno dal promettente futuro, poteva costituire un’ulteriore occasione professionale.
Nella città del Golfo dei Poeti, Tempestini si trasferirà attorno al 1891, dopo la partecipazione alla locale Esposizione circondariale del 1887, dove si distinse nella sezione Fuori concorso, conseguendo un diploma di Primo grado di commemorazione e riconoscimento. Alla Spezia, allora meta di turismo culturale e sede dell'Arsenale militare marittimo, Tempestini gestì due studi, situati nel centro cittadino, che gestì sino a che l'età avanzata lo costringe, all’inizio del 1917, a lasciare per sempre la Spezia. Stabile a Montecatini dal 9 gennaio, si spegne il 22 aprile di quello stesso anno nella casa-studio di via Torretta, circondato dagli affetti familiari. 
Tempestini, come i migliori fotografi del suo tempo, praticava il ritocco dei negativi e positivi, procedimento che rispondeva alle esigenze estetiche della clientela borghese.
Dai suoi laboratori, dunque, uscivano immagini prodotte in tirature elevate, ma anche ritratti dalle inquadrature più ravvicinate, sapientemente ritoccate nei negativi e nei positivi. Nel 1907 partecipa all’Esposizione di Madrid dove viene insignito di una medaglia d’oro, riconoscimento che si aggiunge all’onorificenza Reale e alla menzione che lo consacra fotografo particolare del maestro Verdi. 
Notevole resta il repertorio relativo alle commemorazioni verdiane del 1903 agli stabilimenti termali di Montecatini: un insieme di ritratti ripresi all’aperto, appartenenti all’Archivio Ricordi.